# ORC 1–6
Die ORC 1–6 (LCDR Aeolus class) waren eine Baureihe von zehn Dampflokomotiven der Achsfolge 2'B. Die Ottoman Railway Company (ORC), die die Lokomotiven bestellt hatte, erhielt schließlich nur die ersten sechs Lokomotiven. Die anderen vier wurden von R. & W. Hawthorn & Co. an die London, Chatham and Dover Railway (LCDR) verkauft. Hawthorn fungierte dabei als Vertreter für Robert Stephenson & Co., die die Lokomotiven gebaut, aber einige Komponenten an Hawthorn weitervergeben hatten. Sie wurden zwischen September 1860 und April 1861 an die LCDR ausgeliefert. William Martley ließ alle Lokomotiven in den Jahren 1872 und 1873 in den Longhedge works der LCDR unter Verwendung von Bauteilen der ursprünglichen Lokomotiven, einschließlich der Kessel, als 1B-Tenderlokomotiven erneuern.
Wie andere vor 1874 in Dienst gestellte LCDR-Lokomotiven hatten sie ursprünglich keine Nummern, sondern wurden nur durch Namen bezeichnet. Im November 1875 gab William Kirtley, der Martley nach dessen Tod 1874 nachgefolgt war, den Lokomotiven die Klassenbezeichnung S. Die Lokomotiven erhielten nun die Nummern 71–74. In den Jahren 1886 bis 1888 erhielten die Lokomotiven neue Kessel.  Anfang 1899 kamen die Lokomotiven in den Bestand der South Eastern and Chatham Railway (SECR). Dabei wurden ihre Nummern um 459 erhöht, um Doppelungen mit Lokomotiven der South Eastern Railway zu vermeiden. Im Juli 1905 begann die Ausmusterung der Lokomotiven, aber da alle ihre Nummern für neue Lokomotiven der SECR-Klasse H vorgesehen waren, wurden die verbliebenen Lokomotiven im selben Monat auf die duplicate list übertragen, jedoch wurden lediglich zwei erwiesenermaßen umgezeichnet; die letzte schied im November 1909 aus.
Die letzten der an die ORC gelieferten Lokomotiven wurden 1930 ausgemustert.
Die zwei außenliegenden Zylinder waren horizontal angebracht und das Drehgestell musste nach modernen Maßstäben einen langen Radstand haben.
| ORC-Nummer | Name    | Fabrik-Nr. | geliefert      | Umbau          | LCDR-Nummer | neuer Kessel | SECR-Nummer                       | ausgemustert  |
| ---------- | ------- | ---------- | -------------- | -------------- | ----------- | ------------ | --------------------------------- | ------------- |
| 1          | —       | 1201       | 1859–1862      | —              | —           | —            | —                                 | bis 1930      |
| 2          | —       | 1202       | 1859–1862      | —              | —           | —            | —                                 | bis 1930      |
| 3          | —       | 1203       | 1859–1862      | —              | —           | —            | —                                 | bis 1930      |
| 4          | —       | 1204       | 1859–1862      | —              | —           | —            | —                                 | bis 1930      |
| 5          | —       | 1205       | 1859–1862      | —              | —           | —            | —                                 | bis 1930      |
| 6          | —       | 1206       | 1859–1862      | —              | —           | —            | —                                 | bis 1930      |
| (7)        | Aeolus  | 1207       | September 1860 | Mai 1873       | 71          | Juni 1887    | 530                               | Juli 1905     |
| (8)        | Bacchus | 1208       | November 1860  | September 1872 | 72          | Juni 1887    | 531; 531A ab Juli 1905            | November 1909 |
| (9)        | Vulcan  | 1209       | März 1861      | Februar 1873   | 73          | Februar 1888 | 532; 532A ab Juli 1905            | April 1906    |
| (10)       | Comus   | 1210       | April 1861     | Januar 1873    | 74          | März 1886    | 533; vorgesehen 533A im Juli 1905 | Juli 1905     |